# エリックス・スキッパー
エリックス・スキッパー（Elix Skipper、1967年12月15日 - ）は、アメリカ合衆国のプロレスラー。アメリカではWCWやTNAで、日本では全日本プロレスで活動していた。

## 来歴
スキッパーはレスラーになる前はキックボクシングの練習をしていた。アムバラ・シティモデルタウンで靴のスーパーバイザーとして働いたが辞職。ジョージア州アトランタにあるWCWのプロレスラー養成施設WCWパワープラントでトレーニングを積み、1999年にはインディー団体でデビュー、トレーニング8カ月後にはWCWサタデーナイトでWCWデビューしている。その後はWCWサンダーやWCWマンデー・ナイトロにも登場し、スキップ・オーバー（Skip Over）のリングネームでパワープラント出身のクルーザー級レスラーと対戦するようになった。
2000年8月にリングネームを本名に戻し、ニックネームのプライムタイム（Primetime）をつけ "プライムタイム" エリックス・スキッパーとして活動。ランス・ストームとマイク・オーサムの試合に乱入し、ストームの結成したチーム・カナダに加入、同時にWCWクルーザー級王座を授与されている。9月にマイク・サンダースに破れクルーザー級王座を落としている。2000年後半になるとチーム・カナダはミスフィッツ・イン・アクションとフィルシー・アニマルズと抗争している。2001年初期にスキッパーはチーム・カナダを脱退し、クルーザー級戦線に集中。2月と3月をキッド・ロメオとのタッグで活動するようになり、3月のPPVでは初代WCWクルーザー級タッグチーム王座を獲得。しかしすぐにフィルシー・アニマルズのビリー・キッドマン&レイ・ミステリオ・ジュニアに奪取された。3月末にWCWはWWFに買収された影響でスキッパーはWWFに移籍している。
買収されてからはスキッパーはアライアンスの一員としてデビュー。スキッパーはWWFの下部組織であるハートランド・レスリング・アソシエーション（Heartland Wrestling Association）でトレーニングをするようになるが9ヶ月トレーニングを受けた2001年12月にリリースされている。WWFからリリースされると以前招待を受けていた武藤敬司に連絡をとっている。2002年6月にTNAのPPVに登場、同時期に全日本プロレスでの活動するようになり、本名やダーク・ゲレーラ（Dark Guerrera）、マスクマンのエクストリーム・ブレード（Extreme Blade）として2002年の一時的な期間全日で活動しており、TNAでは2002年を通してXディヴィジョンで活動していた。12月のPPVではロウ・キーとクリストファー・ダニエルズとトリプル・エックス（XXX）を結成し、ビンス・ルッソー率いるヒール集団のスポーツ・エンターテイメント・エクストリーム（Sports Entertainment Xtreme）に加入している。
2003年に入るとトリプルXはジェームズ・ストームとクリス・ハリスのアメリカス・モースト・ウォンテッドとNWA世界タッグチーム王座をめぐり抗争をし、スキッパーは3回獲得している。しかし2003年6月にロウ・キーが日本で活動の場を求めるようになるとトリプルXは解散、スッキパーはダニエルズと組んでTNAで初のスチール・ケージ・マッチでアメリカス・モースト・ウォンテッドの持つタイトルに挑戦するも獲得に失敗し、抗争は終了している。7月に給料の問題と活動の場を日本に求めTNAから去りっているが12月に新しい契約形態をTNAに持ちかけられ復帰してAmerica's X Cup TournamentとWorld X Cup Tournamentに参戦している。2004年7月にダニエルズとトリプルXを再結成、アメリカス・モースト・ウォンテッドと再び抗争を開始している。抗争の過程で互いのパートナーと組めなくなるとスキッパーはクリス・ハリスとタッグチーム王座を獲得するという利害が一致したためタッグを組み、アンディ・ダグラスとチェイス・スティーブンスのザ・ナチュラルズ（The Naturals）の持つ王座へ挑戦して獲得している。しかし数週間王座を保持したところでダニエルズ、ストームのタッグに奪われている。ダニエルズ、ストームのタッグがタイトルを落とすとトリプルXとアメリカス・モースト・ウォンテッドの抗争が再び始まり、11月のVictory Roadでラスト・スタンディング・マッチをするが敗北、12月のTurning Pointでケージ・マッチでチームの解散を賭けて抗争最終試合を行うが敗北、抗争終了と同時にトリプルXは解散する。
トリプルX解散後は元タッグ・パートナーのダニエルズと抗争をするようになり、2005年4月のLockdownでケージ・マッチ方式でTNA Xディヴィジョン王座へ挑戦するが獲得できずにいる。8月になるとXディヴィジョンで試合をしつつサイモン・ダイアモンドのダイアモンズ・イン・ザ・ラフ（Diamonds in the Rough）に加入、デビッド・ヤングとタッグを組むようになり、タッグ戦線でも活動するようになる。12月のTurning Pointではクリス・セイビン、ソンジェイ・ダット、デール・トーボーグと対戦している。2006年もダイアモンズ・イン・ザ・ラフとのタッグ戦線で活動するがあまり目立った活躍できず、デビッドと共に2007年2月にTNAにリリースを要求してリリースされている。7月のVictory RoadでアルティメットXガントレット・マッチで復帰してダニエルズとセンシ（当時のロウ・キーのリングネーム）とトリプルXを再々結成している。結成後はセロトニンや、ジェイ・リサール、ソンジェイ・ダットとのタッグ、ラテン・アメリカン・エクスチェンジと対戦している。ダニエルズがストーリーライン上解雇されるとセンシとタッグを組むようになるが、2008年1月にリリースをTNAに求めるとTNAの登場がめっきり減り、以降は散発的に参戦するだけになり4月に最後の試合をして5月に正式に解雇されている。
リリース後はインディー団体で数試合をこなし、年末に引退をしている。

## 得意技
プレイ・オブ・ザ・デイ
左腕を捻って前屈みにさした相手の首に右脚のフックをかけ、左腕をロックしたままマットに倒れこみ、相手の首と背中を叩きつける変形のネックブリーカー。初期の技名はオーバードライブ、全日本に参戦している時はエッジ・オブ・ザ・ブレイドの名前で使用していた。
サドン・デス
リバース・スープレックス式ショルダー・バック・トゥ・ベリー・パイルドライバー
インスタント・リプレイ
変形高角度スパインバスター
ニュー・スクール
トップロープを歩いてから飛びついて仕掛けるフランケンシュタイナー。スチール・ケージ・マッチではスチール・ケージの上を歩く事もある。
プライムタイム・サブミッション
変形オクトパス・ホールド
- アームドラッグ
- ダイビング・ヒール・キック、ミサイル・キック、スピン・キック、スーパー・キックといった各種蹴り技
- ダイビング、スプリングボードからのレッグドロップ
- ベリー・トゥ・バック
- ダブルアーム・スープレックス
- ドラゴン・スープレックス
- シャーマン・スープレックス
- ノーザンライト・スープレックス
- オーバーヘッド式ベリー・トゥ・ベリーやサイド・ベリー・トゥ・ベリー
- スプリングボード・ハリーケンラナ
- 飛びついてきた相手へのカウンター式サイド・スラム
- 裏投げ

## 獲得タイトル
ECW（Elite Championship Wrestling）
- ECW世界ヘビー級王座 :1回

GCW（Georgia Championship Wrestling / Great Championship Wrestling）
- GCWナショナル・テレビジョン王座 :1回
- GCWタッグチーム王座 :2回（w / ジョン・ボギー、デビッド・ヤング）
- GCWユナイテッド・ステイツ・ジュニアヘビー級王座 :1回

NWA Wildside
- NWA Wildsideジュニア・ヘビー級王座 :1回

NWA Wrestle Birmingham
- NWAアラバマ・タッグチーム王座 :1回（w / ソニー・シアキ、デビッド・ヤング）

ソニー・シアキがWWEと契約した影響でタッグパートナーを変えたため1回の王座で2人のパートナーと組んでいる
TNA（Total Nonstop Action Wrestling）
- NWA世界タッグチーム王座 :4回（w / ロウ・キー:1回、クリストファー・ダニエルズ:2回、"ワイルド・キャット" クリス・ハリス:1回 ）

UXW（USA Xtreme Wrestling）
- UXW X-treme王座 :1回

WCW（World Championship Wrestling）
- WCWクルーザー級王座 :1回
- WCWクルーザー級タッグチーム王座 :1回（w / キッド・ロメオ）